# قره‌تپه (صابرآباد)
قره‌تپه (به ترکی آذربایجانی: Qaratəpə، تا ۵ اکتبر ۱۹۹۹ شناخته‌شده با نام پوکروفکا Pokrovka) یک منطقه مسکونی در جمهوری آذربایجان است که در شهرستان صابرآباد واقع شده‌است. قره‌تپه ۲۸۴۹ نفر جمعیت دارد.